# Kommandostab

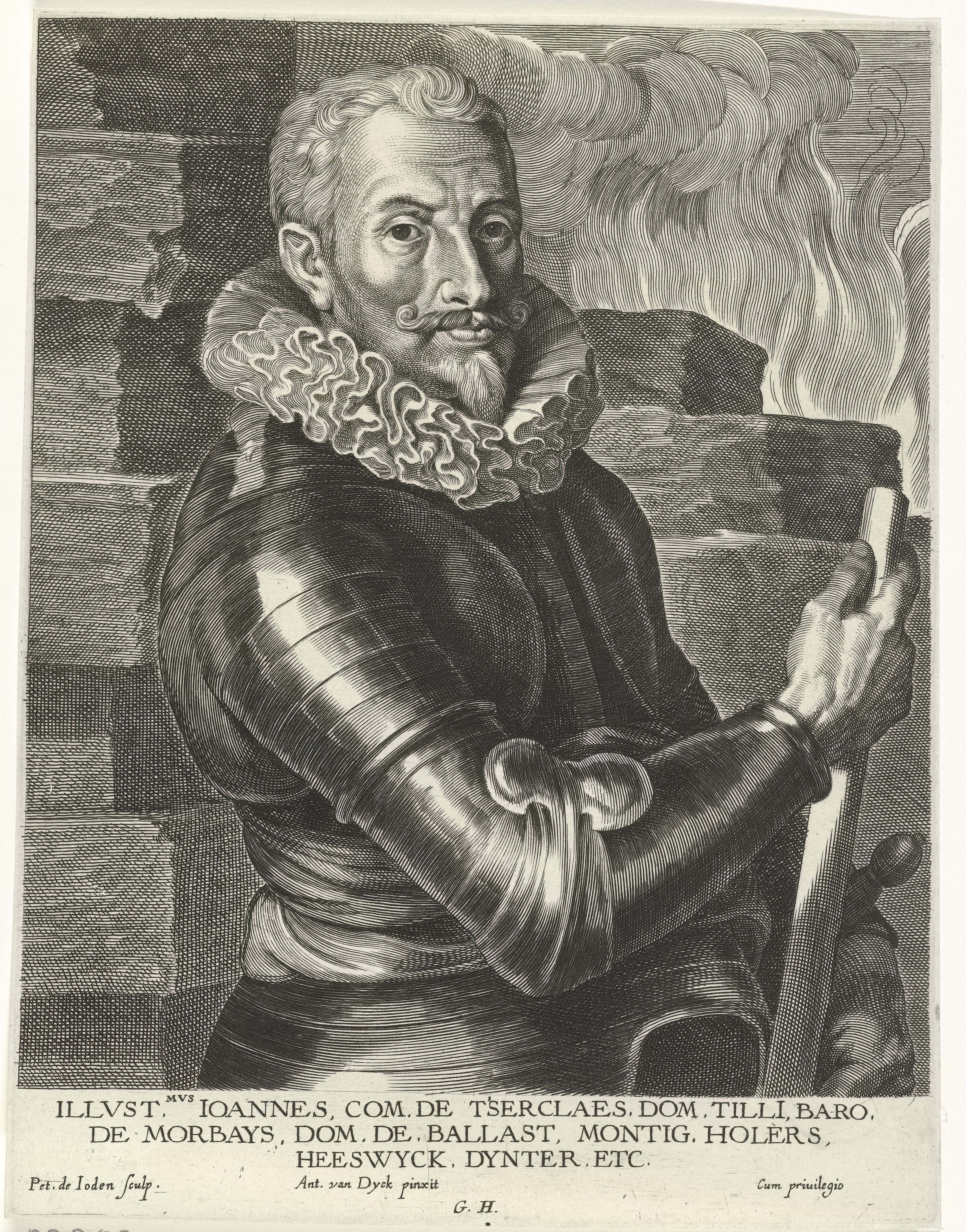
Tilly mit Kommandostab, Stich von Pieter de Jode d. Ä.

Ein Kommandostab ist in der europäischen Militärtradition ein Stab, der von Feldherren und Offizieren als eines der Insignien ihrer Befehlsgewalt und ihrer besonderen Würde getragen wird. Weitere Insignien im Sinne der Repräsentation ihrer Würde waren zum Beispiel eine besonders prächtige Rüstung (Prunkharnische des 16. und 17. Jahrhunderts) oder eine kunstvolle Schärpe, auch besonders edle Pferde. Gleichzeitig aber kann der Kommandostab auch als ein Herrscherattribut fungieren.

## Entstehung
Bereits in der Antike trugen römische Imperatoren während des Triumphzuges zwei Zepter. Auch rangniedere Offiziere wie ein Centurio trugen in römischer Zeit als Zeichen der Befehlsgewalt den Vitis, das aus einem Weinstock gefertigte Erkennungs- und Ehrenabzeichen, das auch zur Bestrafung verwendet wurde. Der Vitis wird als Offizierstöckchen noch heute insbesondere in angelsächsischen Armeen getragen.
Im Mittelalter entwickelten sich diese Stäbe unter anderem zum Marschallstab, aber auch zum Königszepter und Zeremonienstab. Feldherren wie Wallenstein trugen den Stab als Zeichen ihrer Kommandogewalt.
Gleichzeitig entwickelten sie sich aus den Streitkolben zurück zu kleineren, rein symbolischen Stäben mit Kolbenende.
Während und nach der Renaissance wurden Kommandostäbe dann auch von niederen Kommandeuren getragen. Sie dienten in einer einfachen Form als Holzstab oder Peitsche auch der Züchtigung der unterstellten Soldaten.
Mit dem Verbot der Züchtigung in den europäischen Armeen kamen diese Stäbe aber aus der Mode und wurden schließlich verboten bzw. dürfen nicht mehr zur Züchtigung eingesetzt werden. Erst Mitte des 18. Jahrhunderts wird in Frankreich der Gebrauch des Marschallstabs einer formellen Regulierung unterzogen.
Kommandostäbe wurden dann nur noch von Feldmarschällen als Marschallstäbe getragen. Heute finden sie fast keine Verwendung mehr, nur im Commonwealth werden noch Marschallstäbe verliehen.
Früher wurde vermutet, dass der prähistorische Lochstab eine Vorform des Kommandostabs darstellte; diese Annahme wird heute bezweifelt.

## Symbolische Funktion in der europäischen Kunstgeschichte
Der Kommandostab ist in Schlachtenbildern und Feldherrenporträts häufiges Attribut des Kommandieren. Diese Tradition kann zurückgeführt werden auf die Ehrenmale und Reiterbildnisse der Condottieri und Capitani der italienischen Renaissance. Seit dem 16. bis in das 18. Jahrhundert wurde der Kommandostab in zunehmendem Maße auch als Herrscherattribut verstanden, das die absolute Befehlsgewalt und Macht des Fürsten symbolisieren konnte.

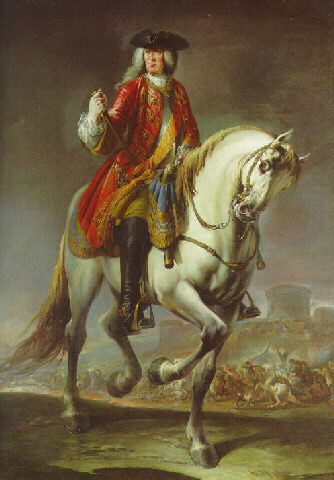
Der Feldmarschall in venezianischen Diensten Matthias Johann von der Schulenburg in einem Reiterporträt mit Kommandostab in der Hand

Der Kommandostab wurde aber auch von der absoluten Gewalt unterstehenden Kommandierenden als Symbol der ihnen übertragenen Befehlsmacht getragen. Die Übergabe des Kommandostabs wurde als Akt der Transferierung dieser Befehlsgewalt an einen Befehlshaber zelebriert. Im Gegensatz zu anderen Herrschaftssymbolen wie der Krone, dem Schwert und dem Zepter bedurfte der Kommandostab keiner weiteren Verzierung.